# Marcelino de Cartago
Marcelino de Cartago (Toledo, siglo IV - Cartago, 13 de septiembre de 423) fue diplomático hispanorromano. Es venerado como santo por todas las confesiones cristianas. 

## Biografía
Nació en Toledo, en una rica familia, relacionada con la Gens Flavia. Amigo de Agustín de Hipona, que le dedicó el primer libro de Civitas Dei, mantuvo correspondencia con Jerónimo de Estridón. Tribuno militar del ejército y consejero del emperador Honorio, fue enviado en 411 a Cartago, con su hermano Aprigio, procónsul de África, para resolver la crisis política surgida sobre la herejía donatista.
En Cartago, Marcelino actuó como tribuno y notario y presidió un sínodo con 286 obispos católicos y 279 de donatistas, en el cual se condenó el donatismo y se instó a los obispos herejes para volver a la ortodoxia. Los donatistas lo rechazaron y, con tal de evitar que hubiese acciones oficiales, acusaron a Marcelino y Aprigio de corrupción y complicidad con Heracliano, usurpador del Imperio. En 413 provocaron una insurrección militar, sofocada por el ejército imperial.
El general Marino, enviado por el emperador para combatir a Heracliano y partidario de los donatistas, dictó una condena de muerte contra Marcelino, por la acusación de traición que habían realizado sus adversarios donatistas. Agustín de Hipona intervino en vano en favor suyo, pero Marino, con plenos poderes, hizo decapitar el tribuno y a su hermano antes que pudiese llegar una contraorden de Roma; la ejecución se realizó el 13 de septiembre.
El emperador Honorio reconoció que la sentencia era arbitraria y la anuló, pero llegó tarde. Se aprobaron y confirmaron todas las decisiones que había tomado y la Iglesia católica lo proclamó mártir. San Agustín y San Jerónimo esribieron su elogio funerario.